# Jane FitzAlan
Jane FitzAlan (1537 – 1578) è stata una nobile e letterata inglese.

## Biografia
Era la figlia maggiore di Henry FitzAlan, XIX conte di Arundel (1512–1580) e della prima moglie Katherine Grey. 
Jane e sua sorella Mary ricevettero per volere del padre una vasta istruzione, avendo a loro disposizione la libreria conosciuta col nome di Lumley Library. Grazie all'educazione ricevuta Jane divenne la prima persona a tradurre in Inghilterra Euripide.
Intorno al 1550 sposò John Lumley, I barone Lumley (c.1533–1609). La coppia ebbe tre figli tutti morti durante l'infanzia. Lui stesso studioso, traduttore e collezionatore di libri, Lumley appoggiò le attività letterarie della moglie. Vissero prima nel castello di Lumley a Durham poi raggiunsero il conte Arundel nella sua dimora nel Surrey dove Jane si prese cura di lui durante la malattia che lo condusse alla morte.
L'erudizione di Jane le garantirono una considerevole reputazione all'epoca. Tradusse le orazioni di Isocrate dal greco al latino e l'Ifigenia in Aulide di Euripide dall'originale greco in inglese. I suoi manoscritti vennero conservati nella libreria del padre la quale venne unita, dopo la morte di questi, a quella di Lumley. L'enorme libraria sarebbe poi passata in mano alla corona, dopo la morte dei coniugi Lumley, nel 1609.

## Ascendenza
|                                          |                                   |                                          | Genitori                                 |  |  | Nonni |  |  | Bisnonni                               |  |  | Trisnonni                              |  |
|                                          |                                   |                                          |                                          |  |  |       |  |  | Thomas FitzAlan, XVII conte di Arundel |  |  | William FitzAlan, XVI conte di Arundel |  |
|                                          |                                   |                                          |                                          |  |  |       |  |  | Thomas FitzAlan, XVII conte di Arundel |  |  | William FitzAlan, XVI conte di Arundel |  |
|                                          |                                   | Joan Neville                             |                                          |  |  |       |  |  | Thomas FitzAlan, XVII conte di Arundel |  |  |                                        |  |
| William FitzAlan, XVIII conte di Arundel |                                   |                                          |                                          |  |  |       |  |  | Thomas FitzAlan, XVII conte di Arundel |  |  |                                        |  |
|                                          |                                   | Margaret Woodville                       | Richard Woodville                        |  |  |       |  |  |                                        |  |  |                                        |  |
|                                          |                                   | Margaret Woodville                       | Richard Woodville                        |  |  |       |  |  |                                        |  |  |                                        |  |
|                                          |                                   | Margaret Woodville                       | Giacometta di Lussemburgo                |  |  |       |  |  |                                        |  |  |                                        |  |
| Henry FitzAlan, XIX conte di Arundel     |                                   | Margaret Woodville                       |                                          |  |  |       |  |  |                                        |  |  |                                        |  |
|                                          |                                   | Henry Percy, IV conte di Northumberland  | Henry Percy, III conte di Northumberland |  |  |       |  |  |                                        |  |  |                                        |  |
|                                          |                                   | Henry Percy, IV conte di Northumberland  | Henry Percy, III conte di Northumberland |  |  |       |  |  |                                        |  |  |                                        |  |
|                                          |                                   | Henry Percy, IV conte di Northumberland  | Eleanor Poynings                         |  |  |       |  |  |                                        |  |  |                                        |  |
| Anne Percy                               |                                   | Henry Percy, IV conte di Northumberland  |                                          |  |  |       |  |  |                                        |  |  |                                        |  |
|                                          |                                   | Maud Herbert                             | William Herbert, I conte di Pembroke     |  |  |       |  |  |                                        |  |  |                                        |  |
|                                          |                                   | Maud Herbert                             | William Herbert, I conte di Pembroke     |  |  |       |  |  |                                        |  |  |                                        |  |
|                                          |                                   | Maud Herbert                             | Anne Devereux                            |  |  |       |  |  |                                        |  |  |                                        |  |
| Jane FitzAlan                            |                                   | Maud Herbert                             |                                          |  |  |       |  |  |                                        |  |  |                                        |  |
|                                          | Thomas Grey, I marchese di Dorset | John Grey di Groby                       |                                          |  |  |       |  |  |                                        |  |  |                                        |  |
|                                          | Thomas Grey, I marchese di Dorset | John Grey di Groby                       |                                          |  |  |       |  |  |                                        |  |  |                                        |  |
|                                          | Thomas Grey, I marchese di Dorset | Elisabetta Woodville                     |                                          |  |  |       |  |  |                                        |  |  |                                        |  |
| Thomas Grey, II marchese di Dorset       | Thomas Grey, I marchese di Dorset |                                          |                                          |  |  |       |  |  |                                        |  |  |                                        |  |
|                                          |                                   | Cecily Bonville, VII baronessa Harington | William Bonville, VI barone Harington    |  |  |       |  |  |                                        |  |  |                                        |  |
|                                          |                                   | Cecily Bonville, VII baronessa Harington | William Bonville, VI barone Harington    |  |  |       |  |  |                                        |  |  |                                        |  |
|                                          |                                   | Cecily Bonville, VII baronessa Harington | Katherine Neville                        |  |  |       |  |  |                                        |  |  |                                        |  |
| Katherine Grey                           |                                   | Cecily Bonville, VII baronessa Harington |                                          |  |  |       |  |  |                                        |  |  |                                        |  |
|                                          |                                   | Robert Wotton                            | Nicholas Wotton                          |  |  |       |  |  |                                        |  |  |                                        |  |
|                                          |                                   | Robert Wotton                            | Nicholas Wotton                          |  |  |       |  |  |                                        |  |  |                                        |  |
|                                          |                                   | Robert Wotton                            | Elizabeth Bamburgh                       |  |  |       |  |  |                                        |  |  |                                        |  |
| Margaret Wotton                          |                                   | Robert Wotton                            |                                          |  |  |       |  |  |                                        |  |  |                                        |  |
|                                          |                                   | Anne Belknap                             | Henry Belknap                            |  |  |       |  |  |                                        |  |  |                                        |  |
|                                          |                                   | Anne Belknap                             | Henry Belknap                            |  |  |       |  |  |                                        |  |  |                                        |  |
|                                          |                                   | Anne Belknap                             | Margaret Knollys                         |  |  |       |  |  |                                        |  |  |                                        |  |
|                                          |                                   | Anne Belknap                             |                                          |  |  |       |  |  |                                        |  |  |                                        |  |